# Ramsikhar Jhala
Ramsikhar Jhala (nep. रामशिखर झला) – gaun wikas samiti w zachodniej części Nepalu w strefie Seti w dystrykcie Kailali. Według nepalskiego spisu powszechnego z 2001 roku liczył on 1824 gospodarstw domowych i 13560 mieszkańców (6676 kobiet i 6884 mężczyzn).